# Îles du Roi Georges
De Îles du Roi Georges is een eilandengroep in de archipel Tuamotu in Frans-Polynesië. De eilandengroep ligt ten Noordwesten van de rest van de archipel. De naam Îles du Roi Georges komt van het Engelse King George Islands. Deze naam werd gegeven door de Britse ontdekkingsreiziger John Byron, die in juni 1765 Manihi, Takaroa en Takapoto bezocht. In 1880 werden de Tuamotu opgeëist door Frankrijk, en in 1946 werd aan de inheemse bevolking de Franse nationaliteit gegeven.

## Geografie en demografie
De Îles du Roi Georges bestaat uit vier atollen en één eiland. Het eiland Tikei is het meest oostelijke eiland, en de atol Ahe is het westelijkste punt. De afstand tussen deze twee is zo'n 200 km.
| Atol/eiland | Inwoners       | Belangrijkste plaats | Oppervlakte |
| ----------- | -------------- | -------------------- | ----------- |
| Ahe         | 561            | Tenukupara           | 12 km²      |
| Manihi      | 818            | Paeua                | 13km²       |
| Takapoto    | 521            | Fakatopatere         | 15 km²      |
| Takaroa     | 1577           | Teavaroa             | 20 km²      |
| Tikei       | onbewoond      | geen                 | 3,75 km²    |
| Totaal      | 3477 (in 2007) |                      | 64 km²      |

Administratief gezien worden de Îles du Roi Georges opgedeeld in twee districten.
De atollen Manihi en Ahe behoren tot het district Manihi, en de atollen Takaroa, Takapoto alsook het eiland Tikei behoren tot het district Takaroa.